# Nils Chesnecopherus
Nils Chesnecopherus, född 1574 i Ekeby prästgård i Ekeby socken, död 15 april 1622 i Nyköping, var en svensk ämbetsman och matematiker.

## Biografi
Nils Chesnecopherus var son till prosten Lars Klasson och Ingegärd Svensdotter, bror till Johannes Chesnecopherus och på mödernet släkt med Andreas Olai. Han och hans bror tog antagligen sina efternamn efter födelseorten (chesnus är medeltidslatin för 'ek').
Efter långvariga studier i Tyskland, där han en tid varit professor i Marburg, där han utnämndes till professor i matematik, återvände Chesnecopherus till Sverige 1601. Han anställdes vid kansliet och blev 1602 hovkansler hos Karl IX. Som sådan var hans kansliets verklige chef och användes av kungen i en rad uppdrag, särskilt mot slutet av Karl IX:s liv ökades hans inflytande. Chesnecopherus anses ha bidragit till skärpningen av tonen mot Danmark, och varit bidrag till Kalmarkriget. Han var ett villigt redskap för Karl IX:s räfster och gjorde sig starkt hatad av adeln, och efter Gustav II Adolfs tronbestigning utträngdes han ur kansliet av Axel Oxenstierna.
Chesnecipherus blev därefter änkedrottningens och hertig Karl Filips främste rådgivare och sökte hävda hertigens rättigheter mot ingrepp från kungens sida. Hans hårda försvar av hertigens rätt förde honom vid riksdagen i Örebro 1617 i fängelse. Han frigavs visserligen efter avbön, men hans politiska inflytande var efter detta slut, trots att han kvarstod i tjänsten fram till sin död.
Ägare till Långbro gård, Älvsjö och Västberga gård.
Chesnecopherus var först gift med Agneta Lonicera, sedan med Märta Anckar. Barnen kallade sig Lillieram.